# SGR-A1

SGR-A1은 삼성테크윈(현재 한화에어로스페이스)과 고려 대학교에서 개발한 센트리 건이다. DMZ 방어 업무에 투입하기 위해 개발되었다.
한국 지능형 감시 및 경비 로봇 (South Korea Intelligent Surveillance and Guard Robot)
https://www.youtube.com/watch?v=pMkV8E2re9U

## 개발과 기원

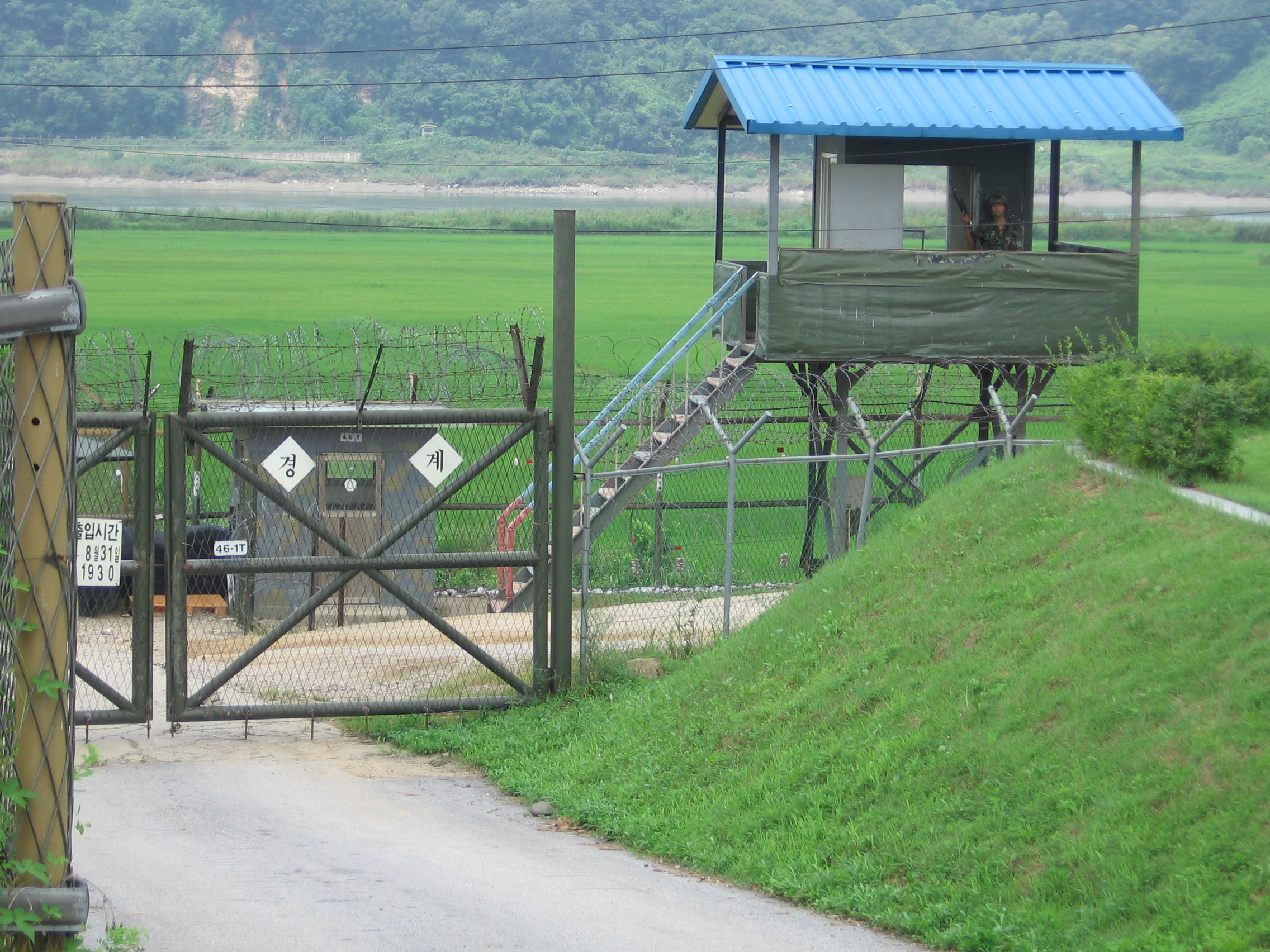
2005년 DMZ를 바라보는 한국 검문소의 경비병들

## 같이 보기
- 한화테크윈
- TALON
- XM1219
- Gladiator TUGV
- 무인 지상 차량
- 치명적 자율 무기

## 참조
1. ↑  “보관된 사본”. 2018년 4월 22일에 원본 문서에서 보존된 문서. 2018년 4월 22일에 확인함.